# Varga József (gyeplabdázó)
Varga József (Budapest, 1955. február 12. –) 13-szoros magyar bajnok gyeplabdázó.

## Pályafutása
1973-ban érettségizett a Landler Jenő Szakközépiskolában. 1970 és 1990 között a Bp. Építők illetve az Építők SC játékosa volt, ahol 13 bajnoki címet és 9 magyar kupa győzelmet szerzett a csapattal. Edzői Konorót Gyula (1970–72), Almási Sándor (1973–87) és Puskás György (1987–90) voltak. 1990 óta Kanadában él.

## Sikerei, díjai
- Magyar bajnokság
  - bajnok: 1974, 1977, 1979, 1981, 1982, 1983, 1984, 1985, 1986, 1987, 1988, 1989, 1990
  - 2.: 1978, 1980
  - 3.: 1975, 1976
- Magyar kupa (MNK)
  - győztes: 1976, 1978, 1979, 1981, 1982, 1983, 1985, 1987, 1990
  - 2.: 1980, 1984, 1986
  - 3.: 1974
- Felszabadulás kupa
  - győztes: 1975
- Magyar bajnokság (kispályás)
  - bajnok: 1977
- Magyar bajnokság (terem)
  - bajnok: 1981, 1983, 1984, 1985, 1986, 1987, 1988, 1989, 1990